# Lestrimelitta similis
Lestrimelitta similis är en biart som beskrevs av Marchi och Melo 2006. Lestrimelitta similis ingår i släktet Lestrimelitta och familjen långtungebin. Inga underarter finns listade i Catalogue of Life.